# 프로아나
프로아나(pro-ana)는 찬성을 의미하는 프로(pro)와 거식증을 의미하는 아나(anorexia)의 조합으로 이루어진 신조어이며, 마른 몸을 추구하여 거식증 치료를 거부하는 사람들을 의미한다.
거식증의 조장은 식이 장애인 거식증과 관련된 행동을 조장하는 것이다. 이는 종종 단순히 프로아나(pro-ana) 또는 아나(ana)라고 불린다. 덜 사용되는 용어인 프로미아(pro-mia)는 유사하게 폭식증을 나타내며, 때로는 프로아나와 혼용되기도 한다. 프로아나 그룹은 그 입장에 따라 크게 다르다. 대부분은 자신들이 주로 거식증 환자들에게 비판 없는 환경을 제공하며, 그들이 병에 대해 논의하고 회복을 선택한 사람들을 지원하기 위한 장소로 존재한다고 주장한다. 다른 이들은 거식증이 정신 질환이 아니며, 대신 그것이 의사와 가족에 의해 존중받아야 하는 생활 방식 선택이라고 주장한다.
과학계는 거식증을 심각한 질병으로 인정하고 있다. 일부 연구에 따르면 거식증은 모든 심리적 장애 중에서 가장 높은 사망률을 가지고 있다고 한다.

## 문화
섭식 장애를 치료하는 의료 전문가들은 회복 프로그램에 있는 환자들이 종종 정서적 지지를 위해 긴밀하게 결합하여 “증상 풀”을 형성한다고 오랫동안 언급해왔다. 이러한 맥락에서 거식증이 있는 사람들은 자신의 상태를 집단적으로 정상화하여 질병이 아닌 자기 통제의 성취이자 정체성의 필수적인 부분으로 옹호할 수 있다. 그들에게 굶는 것은 질병이라기보다 생활 방식의 선택으로 인식된다.

### 온라인상의 존재
이러한 옹호는 주로 텀블러, 페이스북, 한국의 경우는 주로 엑스(트위터)와 같은 SNS를 중심으로 한 집단을 통해 인터넷에서 번성했다. 이러한 집단은 일반적으로 작고 취약하며, 숨겨져 있고 이주가 빈번하며 여성의 비율이 높다. 종종 사회적으로 고립된 거식증 환자가 사용할 수 있는 유일한 수단이기도 하다.
섭식 장애를 치료하는 의료 전문가들은 회복 프로그램에 있는 환자들이 종종 정서적 지지를 위해 긴밀하게 결합하여 “증상 풀”을 형성한다고 오랫동안 언급해왔다. 이러한 맥락에서 거식증이 있는 사람들은 자신의 상태를 집단적으로 정상화하여 질병이 아닌 자기 통제의 성취이자 정체성의 필수적인 부분으로 옹호할 수 있다. 그들에게 굶는 것은 질병이라기보다 생활 방식의 선택으로 인식된다.

프로아나의 특징:
- 거식증 또는 폭식증을 긍정한다 (2010년 조사에서는 각 84%, 64%)[10]).
- 과격한 다이어트 방법 및 레시피 공유(2006년 조사에서는 67%, 2010년 조사에서는 83%로 증가)[11]
- 채식주의[12](일반적으로 섭식 장애가 있는 사람들에게 더 널리 퍼져 있음[13]))와 같이 음식을 거부하는 것이 사회적으로 허용되는 핑계를 사용하도록 서로에게 알려준다.
- 살을 뺄 때 서로 경쟁하거나 연대의 의미로 함께 금식한다
- 금식이나 폭식을 한 후에 서로 공감하고 배려한다
- 먹토(먹고 토하기)하는 방법이나 구토제에 대해 정보를 공유한다
- 부모와 의사에게 체중 감량에 대해 숨비는 방법을 공유한다[14][15]
- 거식증의 부작용을 감소시키는 방법에 대한 정보 공유[15][16]

#### thinspiration(자극)
프로아나 사이트는 종종(2010년 설문조사에서는 84%) 씬스파이어(thinspiration)를 특징으로 한다. 씬스파이어: 연예인이나 일반인들 중 선천적으로 날씬한 여성부터 뼈가 눈에 띄게 튀어나올 정도로 수척한 여성(프로아나 들은 ‘뼈말라’라고 칭한다)들의 이미지나 동영상

### 유도/입문
프로아나를 연구하는 사회 연구자들은 프로아나의 인기에 대한 여러 설명을 제시했다. 프로아나를 현대 소비주의에 대한 거부로 묘사하거나 프로아나가 섭식 장애로 인해 정서적으로 스트레스를 받는 사람들을 위한 대처 메커니즘으로 기능한다고 제안하기도 한다. 대부분은 프로아나 사이트의 두 가지 요소에 동의한다
- 살을 빼기 위한 방법을 찾기 위해 방문하게되는 프로아나 사이트들은 섭식 장애를 가진 사람들을 끌어들인다.
- 프로아나 사이트는 회원들에게 공동체 의식과 공동의 정체성을 강하게 부여한다.[20]

### 패션
붉은색 팔찌는 프로아나 표시로 널리 쓰이는데, 이는 거식증 환자가 사회적으로 확인할 수 있는 방법이기도 하고, 먹는 것을 피하도록 눈에 띄게 상기시켜 주기도 한다. 이러한 팔찌들은 대부분 온라인 경매 사이트에서 활발하게 거래되는 단순 구슬 장식품이다.

## 영향

### 확산
프로아나는 인터넷에서 빠르게 확산되었으며, 일부 관찰자는 1990년대 후반 무료 웹 호스팅 서비스에서 프로아나 사이트의 첫 번째 파동을 언급했으며, 최근 블로그 및 SNS의 증가로 인한 두 번째 파동을 언급했다.
인터넷 보안 회사인 Optenet의 조사에 따르면 2006년부터 2007년까지 프로아나 및 프로아나 사이트가 470% 증가한 것으로 나타났다. 프로아나 자료 검열에 대한 대안을 조사하는 2006년 마스트리흐트 대학교 연구에서도 비슷한 증가가 나타났다. 이 연구에서 네덜란드 블로그 호스트인 punt.nl은 2006년 자사 서비스의 프로아나 블로그 방문자에게 비방하는 메시지와 프로복구(pro-recovery) 사이트에 대한 링크가 포함된 click-through warning를 제공하기 시작했다. 경고는 억제 효과가 있었지만(기록된 고유 방문자 530,000명 중 33.6%가 경고를 지나 진행하지 않음) 실제로 그러한 블로그의 수는 10배 증가했으며 연구가 끝날 때 쯤에는 월별 트래픽 수치가 평균 두 배로 늘어났다.

### 시청률
뢰번 가톨릭 대학교가 13~17세의 플란데런 고등학생 711명을 대상으로 실시한 1009년 설문조사에서 여학생 중 12.6% 남학생 중 5.9%가 프로아나 웹사이트를 한 번 이상 방문한 적이 있다고 답했다. 자녀 보호 소프트웨어 공급업체인 CyberSentinel이 6~15세 여성 인터넷 사용자 1,500명을 대상으로 실시한 2009년의 또 다른 설문 조사에서는 3명 중 1명이 다이어트 팁을 온라인으로 검색했다고 보고했으며, 5명 중 1명은 다이어트 팁을 위해 소셜 네트워킹 사이트나 인터넷 채팅방을 통해 다른 사람들과 연락을 주고받았다고 보고했다.
프로아나 웹사이트 방문자 중에는 이미 섭식장애 진단을 받은 사람들도 상당수 포함되어 있다. 스탠포드 의과대학이 섭식장애 환자를 대상으로 한 2006년 조사에서는 35.5%가 프로아나 웹사이트를 방문한 적이 있는 것으로 나타났다. 그 중 96%는 그러한 사이트에서 새로운 체중 감량이나 제거 방법을 배웠다.

### 영향
프로아나 사이트는 사람들의 식생활에 부정적인 영향을 미칠 수 있다. 섭식 장애가 없는 개인을 대상으로 한 한 연구에서 참가자의 84%가 프로아나 웹자이트를 본 후 주당 평균 2,470만큼 칼로리 섭취량이 감소한 것으로 나타났다. 참가자 중 56%만이 섭취량 감소를 인식했다. 실험 3주 후, 참가자의 24%가 프로아나 웹사이트에서 체중 조절 전략을 계속하고 있다고 보고했지만 해당 사이트를 계속 방문하지는 않았다. 다른 연구에서는 다양한 수준의 섭식 장애 증상을 보이는 여성이 대조 웹사이트에 비해 프로아나 웹사이트를 본 후 이미지 비교 및 운동에 더 많이 참여하는 것으로 나타났다.
프로아나 사이트는 인지와 영향에 무정적인 영향을 미칠 수 있다. 패션이나 홈 데코에 초점을 맞추지 않은 프로아나 사이트에 방문한 여성은 부정적인 영향이 증가하고 존감, 외모에 대한 자기효능감, 인지된 매력이 감소하는 것이 나타났다 . 또한 그들은 자신의 체중을 더 과하게 느끼고 체중에 대해 더 많이 생각할 가능성이 있다고 보고했다.
사우스플로리다 대학교에서 1575명의 소녀와 젊은 여성을 대상으로 실시한 2007년 설문 조사에 따르면 프로아나 웹사이트를 본 적이 있는 사람들은 체질량을 포함한 모든 설문 조사 측정 항목에서 회복 옹호(pro-recovery) 웹사이트만 본 사람들과 다르지 않은 것으로 나타났다. 그러나 프로아나 웹사이트를 방문한 사람들은 그렇지 않은 사람들보다 부정적인 신체 이미지(negative body image)를 가직 가능성이 더 높았다.
마찬가지로 2009년 Leuven 조사에서 프로아나 웹사이트를 본 소녀들은 부정적인 신체 이미지를 갖고 자신의 체형에 불만족할 가능성이 더 높았다.
호주 비영리 단체인 나비 재단(The Butterfly Foundation)이 의뢰한 딜로이트 액세스 이코노믹스(Deloitte Access Economics)의 2012년 보고서에 따르면 섭식 장애로 인해 총 AUD150억 달러가 넘는 생산성 손실이 발생했으며, 그 해 1828명(남성 515명, 여성 1313명)이 섭식장애와 관련된 합병증으로 사망했다.

### 사회적 지지 vs 질병 악화
프로아나 사이트와 달리 회복 프로(pro-recovery)사이트는 건강한 행동과 인지의 개발과 유지를 장려하도록 설계되었다. 섭식 장애가 있는 청소년의 프로아나 및 프로 회복 웹사이트 사용에 대한 연구에 따르면 청소년은 섭식 장애 행동을 심화하기 위해 두 가지 유형의 웹사이트를 모두 사용하는 것으로 나타났다. 프로아나 사이트를 본 사람들은 회복 프로 사이트를 본 사람들과 외모 불만, 제한, 폭식증 행동과 관련하여 비슷했다 Over half of parents were unaware of any ED website usage..
프로아나 사이트를 사용하는 사람들은 대조군보다 낮은 사회적 지지를 보고하고 프로아나 사이트를 사용하여 이러한 결핍을 메우려고 한다. 본 연구에서 프로아나 사이트 사용자는 오프라인 관계보다 온라인 커뮤니티에서 더 큰 지원을 받는 반면, 섭식 장애 행동을 계속하도록 장려받는다고 보고했다. 프로아나 사이트 사용자(n=60)는 소속감(77%), 사회적 지지(75%), 현재 섭식 장애 행동을 계속하겠다는 선택에 대한 지지(54%)를 프로아나 사이트 가입 이유로 꼽았다. 프로아나 사이트를 계속 사용하는 이유는 스트레스에 대한 일반적인 지원(84%), 섭식 장애가 있는 다른 사람과의 만남(50%), 섭식 장애 행동의 유발 요인 찾기(37%) 등이었다. 마지막으로 프로아나 사이트를 방문한 후 처음 배운 행동으로는 천식 사용(63%), 섭식 장애 행동 숩기기(60%), 단식(57%), 이뇨제 및 완화제 사용(45%), 구토(23%), 식욕을 억제하기 위해 알코올이나 기타 약물 사용(22%), 자해(22%) 등이 있다.

## 논란 및 비판
많은 의료 전문가와 일부 거식증 환자는 프로아나를 심각한 질병을 미화하는 것으로 간주한다. 프로아나는 2001년 10월 오프라 윈프리쇼에서 프로아나에 초점을 맞춘 특별 에피소드를 방영하면서 주류 언론의 주목을 받기 시작했다. 공공 및 복구 옹호 단체의 압력으로 인해 야후와 GeoCities는 프로아나 사이트를 폐쇄했다. 이에 대응하여 많은 단체들은 현재 자신들을 감추거나, 중립적이고 회복을 지원하는 것으로 자신의 의도를 부인하거나, 비섭식장애를 선별하기 위해 회원들을 인터뷰하는 조치를 취하고 있다.

### 의학계
의료 전문가와 의료 협회는 프로아나 그룹과 그들이 전파하는 정보에 대해 일반적으로 부정적인 견해를 가지고 있다.
- 신경성 식욕부진 및 관련 장애 전국 협회(ANAD)에서는 프로아나 사이트가 "단순히 섭식 장애 행동을 조장하기 때문이 아니라 건강에 해로운 공동체 의식을 구축하기 때문에 일부 개인에게 심각한 위협이 될 수 있다."라고 밝혔다. 그들은 감수성이 예민한 사람들을 유인하여 프로아나 커뮤니티가 배려와 양육의 조언을 제공하고 있다고 설득한다[44].
- 섭식 장애 아카데미(AED)는 "거식증을 생활 방식 선택으로 미화하는 웹사이트는 피해자의 심리에 직접적으로 작용한다"고 밝혔으며, 거식증을 바람직한 "생활 방식 선택"으로 장려하는 데 전념하는 사이트가 "지원을 제공하고 건강을 위협하는 행동에 참여하고 기아의 심각한 결과를 무시하도록 권장한다."고 주장했다[45]. 그러나 AED의 구성원 중 한 명인 Eric van Furth는 프로아나 사이트의 방문자가 상대적으로 적다는 점을 지적하고 그러한 사이트에 대한 법적 제재에 반대하며 대신 대중 매체가 마른 여성의 이상을 확립하는 데 더 중요한 역할을 한다고 주장했다[46].
- 아일랜드 섭식 장애 협회(Bodywhys)는 프로아나 사이트에 대해 "처음에는 사람들이 덜 고립감을 느끼는 데 도움이 될 수 있지만, 그들이 만든 커뮤니티는 강박관념을 조장하고 잠재적으로 치명적인 장애의 심각성을 최소화하는 건강에 해로운 커뮤니티."라고 지적했다[47].
- 영국 섭식 장애 협회(B-eat)는 프로아나 사이트를 찾는 사람들이 “지지와 이해, 수용을 얻기 위해” 찾는다고 언급하며, "우리는 이러한 사이트를 금지할 것을 요구하는 것이 아니라, 이러한 사이트가 누군가의 유일한 피난처가 되지 않도록 다른 사람들도 이러한 이해와 수용을 제공할 수 있는 방법을 고려해야 한다고 생각한다."고 밝혔다[48].
- 영국 왕립 정신과 의사 협회는 영국 정부 자문 기관인 아동 인터넷 안전 협의회에 프로아나 사이트를 포함하도록 유해한 온라인 콘텐츠의 정의를 확대하고 부모와 교사에게 프로아나의 위험성을 알릴 것을 요청했다. "프로아나와 프로미아 사이트가 번창하여 더 넓은 사회적 맥락에서 젊은 여성들에게 그들이 도달할 수 없는 여성의 완벽함에 대한 유독한 이미지에 끊임없이 노출되게 만들고, 자신에 대한 부정적 이미지를 형성하여 섭식장애의 위험을 가지게 한다."[49][50]
- 전국 섭식 장애 협회(NEDA)는 "거식증 및 폭식증을 옹호하는 웹사이트에 대해 적극적으로 반대한다. 이러한 사이트는 치료에 대한 유용한 정보를 제공하지 않고 아프지만 도움을 구하지 않는 사람들을 격려하고 거짓으로 지원한다[51]."고 밝혔다. NEDA는 또한 언론인들이 거식증을 개인의 자제려고가 연관시켜 거식증을 미화하는 경우가 많으며 프로 아나에 대한 언론 보도는 종종 체중과 칼로리 수를 언급하고 마른 사람의 사진을 보여주으로 거식증을 촉발한다고 경고했다[52].

### 미디어
2001년 10월, 오프라 윈프리 쇼는 거식증에 대한 특집을 방영했다. 게스트 패널은 프로아나 운동에 대해 간략하게 논의했는데, 그들은 프로아나 웹사이트의 등장에 경악을 표하고 해당 웹사이트에 대한 액세스를 차단하기 위해 필터링 소프트웨어 사용을 권장했다.
2002년 7월 볼티모어 시티 페이퍼(Baltimore City Paper)는 프로아나에 대한 조사 보고서를 웹에 게재했다.
PBS Frontline Tv프로그램의 2008년 1월 에피소드인 "Growing up Online"에서는 프로아나에 대한 간략한 토론을 다루었다.
2012년 4월 하버드 대학 연설에서 Vogue Italia 편집자 Franca Sozzani는 패션 산업이 최근 섭식 장애 증가의 원인일 수 있지만 업계가 부당하게 비난을 받고 있다고 인정했다. Sozzani는 "오늘날 확실히 거식증 환자로 여겨지는 트위기가 왜 60년대에는 논란을 일으키지 않았고, 일련의 거식증 추종자들을 생산하지 않았을까?("How can all this be possibly caused by fashion? And how come that Twiggy, who would be surely considered an anorexic today, did not arise controversy in the Sixties and did not produce a string of anorexia followers?")"라고 말했다. Sozzani에 따르면, 프로아나 사이트는 섭식 장애를 촉진하는 데 더 효과적이었고, 비만은 식품 산업이 악화를 위해 똑같이 공격받지 않는 더 시급한 공중 보건 문제이다.

## 용어
개말라
뼈말라